# 平衡質數
平衡素数（英語：balanced prime）是指离它的上一個素数和下一個素数有相同的距離，因此等于这两个素数的算术平均值的一种素数。用代数可表示为，给出一个素數{\displaystyle p_{n}}, n表示其为第n个素数，则
{\displaystyle p_{n}={{p_{n-1}+p_{n+1}} \over 2}.}
例如，53是第16个素数; 第15个和第17个素数分别为47和59，两者加起来为106，除以2即得53，则可知53为一个平衡素数。

## 例子
前几个平衡素数是（OEIS數列A006562）：
5、53、157、173、211、257、263、373、563、593、607、653、733、947、977。

## 無限
这是猜想有無限的平衡质数。
連續三次算術級數中的素數有時稱為CPAP-3。根據定義，平衡素數是CPAP-3中的第二個素數。截至2014年已知最大的CPAP-3有10546位數，被大衛·布羅德赫斯特找到。
{\displaystyle p_{n}=1213266377\times 2^{35000}+2429,\quad p_{n-1}=p_{n}-2430,\quad p_{n+1}=p_{n}+2430.}
n（其在所有素數序列中的排名）的值是未知的。